# تومي (شركة)
شركة تومي المحدودة (باليابانية: 株式会社タカラトミー) هي شركة ألعاب وسلع أطفال وترفيه يابانية. تأسست في 1 مارس 2006. يقع مقرها في كاتسوشيكا، اليابان. تأسست الشركة من خلال اندماج شركتين الأولى هي تومياها التي تأسست سنة 1924 وقد غيرت اسمها لاحقا ب تومي في 1963، بينما الأخرى التي كانت منافستها وهي تاكارا التي تأسست في 1955.

## وصلات خارجية
- الموقع الرسمي